# 香港作戦
香港作戦（ほんこんさくせん）は、太平洋戦争で日本軍が実施した南方作戦内の作戦の一つ。陸海軍中央協定で定められた作戦名称はC作戦。

## 計画
陸海軍中央協定では、「香港に対する作戦目的は、敵を撃破して香港を攻略するに在り」と定めている。

## 経過

### 立案
1939年2月に日本が海南島を攻略したため、香港は完全に孤立し、各種の防衛処置が急速に強行した。1940年6月のフランス脱落後、イギリス本国は日本が支那と香港から英勢力の駆逐を狙っていると判断したが、ドイツの攻勢に手一杯で香港にさらなる強力な措置は取りえなかった。
1941年9月25日、大本営は支那派遣軍に対し、「対支作戦中南方作戦発起ニ伴フ作戦」を提示するとともに、香港作戦、在支敵性権益および租界の処理などのほか、南方作戦のために抽出、転用される兵団などの差し出し、満州などから支那方面占拠地域を通過南進する諸部隊、特に航空部隊に対する支援などに関して指示をした。これに対し、支那派遣軍は10月22日に作戦計画案を策定し、25日に大本営に提出した。
10月29日、対米英蘭戦争帝国陸軍作戦計画は参謀総長の決裁を受け完成し、11月3日上奏、4日軍事参議院参議会、5日御前会議、5日午後、参謀総長は対米英蘭戦争に伴う帝国陸軍作戦計画と作戦準備に関し上奏し裁可を仰いだ。6日、南方軍とともに支那派遣軍総司令官に対し、香港攻略準備に関する大命を発した。